# Copa de baloncesto de Francia 2020-21
La 44.ª edición de la Copa de baloncesto de Francia (en francés Coupe de France y también conocida como  Trophée Robert Busnel en memoria de Robert Busnel, baloncestista francés fallecido en 1991) fue una competición organizada por la Federación francesa de baloncesto que se celebró desde el 21 de septiembre de 2020 hasta abril de 2021, en la que participaron equipos profesionales y aficionados en un sistema de eliminatoria directa. La final se jugó en el AccorHotels Arena de París entre el ASVEL Lyon-Villeurbanne y el JDA Dijon, con victoria para los primeros, 77-71.

## 64avos de final
Esta ronda se disputó entre el 21 y el 23 de septiembre de 2020. El sorteo se celebró el 22 de julio del mismo año por la Federación Francesa. Hay varios casos a considerar:
- El Stade Olympique Maritime Boulonnais se retiró tras tres casos de Covid-19 dentro del club.[2]
- El Basket Club d'Orchies, tras solicitar un aplazamiento a la federación (los resultados de la prueba Covid-19 no llegaron a tiempo), se vio obligado a retirarse.[3]
- El Golbey Épinal Thaon Vosges abandonó tras una pretemporada truncada por muchos casos de Covid-19.[4]
- El Dax Gamarde basket 40 renunció  debido a demasiadas lesiones.[5]
- Chartres, después de un aplazamiento del partido tras casos de Covid-19 en Portel, decide retirarse porque no había fecha disponible para repetir el partido.[6]

| 21 de septiembre de 2020 | Gries Oberhoffen (Pro B)              | 77–85   | Gravelines-Dunkerque (Jeep Élite) |                                        |  |
|                          | Parciales: 15-30, 18-14, 21-24, 23-17 |         |                                   |                                        |  |
|                          |                                       | Rapport |                                   | Pabellón: Espace Sport La Forêt, Gries |  |

| 22 de septiembre de 2020 | Chartres (NM1) | 0–20 | Le Portel (Jeep Élite) |  |  |
|                          |                |      |                        |  |  |
|                          |                |      |                        |  |  |

| 22 de septiembre de 2020 | Chalon-sur-Saône (Jeep Élite)         | 65–81   | Fos-sur-Mer (Pro B) |                                        |  |
|                          | Parciales: 12-12, 13-20, 17-21, 23-28 |         |                     |                                        |  |
|                          |                                       | Rapport |                     | Pabellón: Le Colisée, Chalon-sur-Saône |  |

| 22 de septiembre de 2020 | Toulouse (NM1)                        | 59–75   | Nantes (Pro B) |                                             |  |
|                          | Parciales: 12-20, 20-17, 11-22, 16-16 |         |                |                                             |  |
|                          |                                       | Rapport |                | Pabellón: Petit palais des sports, Toulouse |  |

| 22 de septiembre de 2020 | Blois (Pro B)                         | 95–61   | Bordeaux (NM1) |                                        |  |
|                          | Parciales: 20-22, 31-11, 23-16, 21-12 |         |                |                                        |  |
|                          |                                       | Rapport |                | Pabellón: Salle du Jeu de Paume, Blois |  |

| 22 de septiembre de 2020 | Tours (NM1)                           | 83–81   | Pau-Lacq-Orthez (Jeep Élite) |                                   |  |
|                          | Parciales: 17-23, 19-23, 30-16, 17-19 |         |                              |                                   |  |
|                          |                                       | Rapport |                              | Pabellón: Halle Monconseil, Tours |  |

| 22 de septiembre de 2020 | Évreux (Pro B)                        | 79–93   | Orléans (Jeep Élite) |                                     |  |
|                          | Parciales: 27-33, 14-26, 22-15, 16-19 |         |                      |                                     |  |
|                          |                                       | Rapport |                      | Pabellón: Salle Jean-Fourré, Évreux |  |

| 22 de septiembre de 2020 | Quimper (Pro B) | 20–0 | Boulogne-sur-Mer (NM1) |  |  |
|                          |                 |      |                        |  |  |
|                          |                 |      |                        |  |  |

| 22 de septiembre de 2020 | Paris (Pro B)                         | 76–85   | Saint-Quentin (Pro B) |                                           |  |
|                          | Parciales: 13-18, 21-23, 14-23, 28-21 |         |                       |                                           |  |
|                          |                                       | Rapport |                       | Pabellón: Halle Georges-Carpentier, París |  |

| 22 de septiembre de 2020 | Kaysersberg (NM1)                     | 57–87   | Châlons-Reims (Jeep Élite) |                                          |  |
|                          | Parciales: 11-23, 14-18, 18-23, 14-23 |         |                            |                                          |  |
|                          |                                       | Rapport |                            | Pabellón: Salle Théo-Faller, Kaysersberg |  |

| 22 de septiembre de 2020 | Orchies (NM1) | 0–20 | Souffelweyersheim (Pro B) |  |  |
|                          |               |      |                           |  |  |
|                          |               |      |                           |  |  |

| 22 de septiembre de 2020 | Épinal (NM1) | 0–20 | Denain (Pro B) |  |  |
|                          |              |      |                |  |  |
|                          |              |      |                |  |  |

| 23 de septiembre de 2020 | Tarbes-Lourdes (NM1)                | 47–82   | Boulazac (Jeep Élite) |                                                        |  |
|                          | Parciales: 8-26, 13-18, 18-16, 8-22 |         |                       |                                                        |  |
|                          |                                     | Rapport |                       | Pabellón: Palais des sports du quai de l'Adour, Tarbes |  |

| 23 de septiembre de 2020 | Saint-Chamond (Pro B)                 | 73–82   | Saint-Vallier (NM1) |                                                |  |
|                          | Parciales: 11-28, 21-12, 17-22, 24-20 |         |                     |                                                |  |
|                          |                                       | Rapport |                     | Pabellón: Halle André-Boulloche, Saint-Chamond |  |

| 23 de septiembre de 2020 | Andrézieux-Bouthéon (NM1)             | 65–95   | Vichy-Clermont (Pro B) |                                                  |  |
|                          | Parciales: 18-29, 14-25, 10-21, 23-20 |         |                        |                                                  |  |
|                          |                                       | Rapport |                        | Pabellón: Palais des Sports, Andrézieux-Bouthéon |  |

| 23 de septiembre de 2020 | Avignon-Le Pontet (NM1)               | 70–77   | Besançon (NM1) |                                         |  |
|                          | Parciales: 14-28, 13-18, 16-15, 27-16 |         |                |                                         |  |
|                          |                                       | Rapport |                | Pabellón: COSEC Jacques Moretti, Aviñón |  |

| 23 de septiembre de 2020 | Les Sables d'Olonne (NM1)             | 83–73   | La Rochelle (NM1) |                                                 |  |
|                          | Parciales: 20-20, 20-17, 21-18, 22-18 |         |                   |                                                 |  |
|                          |                                       | Rapport |                   | Pabellón: Salle Beauséjour, Les Sables d'Olonne |  |

| 23 de septiembre de 2020 | Roanne (Jeep Élite)                   | 77–58   | Antibes (Pro B) |                                          |  |
|                          | Parciales: 14-16, 25-13, 27-14, 11-15 |         |                 |                                          |  |
|                          |                                       | Rapport |                 | Pabellón: Halle André-Vacheresse, Roanne |  |

| 23 de septiembre de 2020 | Challans (NM1)                        | 77–83   | Poitiers (Pro B) |                                           |  |
|                          | Parciales: 19-31, 14-14, 23-20, 21-18 |         |                  |                                           |  |
|                          |                                       | Rapport |                  | Pabellón: Salle Michel-Vrignaud, Challans |  |

| 23 de septiembre de 2020 | Dax-Gamarde (NM1) | 0–20 | Angers (NM1) |  |  |
|                          |                   |      |              |  |  |
|                          |                   |      |              |  |  |

| 23 de septiembre de 2020 | Rennes (NM1)                          | 70–62   | Rueil (NM1) |                                        |  |
|                          | Parciales: 20-13, 15-16, 19-19, 16-14 |         |             |                                        |  |
|                          |                                       | Rapport |             | Pabellón: Salle Colette-Besson, Rennes |  |

| 23 de septiembre de 2020 | Lorient (NM1)                                      | 81–83 | Rouen (Pro B) |                                   |
|                          | Parciales: 21-18, 12-25, 20-12, 19-17 (T.E.: 9-11) |       |               |                                   |
|                          |                                                    |       |               | Pabellón: Salle Kervaric, Lorient |

| 23 de septiembre de 2020 | Le Havre (NM1)                        | 87–71   | Vanves (NM1) |                                         |  |
|                          | Parciales: 16-18, 25-20, 23-19, 23-14 |         |              |                                         |  |
|                          |                                       | Rapport |              | Pabellón: Salle Lucien Nolent, Le Havre |  |

| 23 de septiembre de 2020 | Lille (Pro B)                        | 75–55   | Nancy (Pro B) |                                                  |  |
|                          | Parciales: 23-11, 19-9, 18-10, 15-25 |         |               |                                                  |  |
|                          |                                      | Rapport |               | Pabellón: Palais des sports Saint-Sauveur, Lille |  |

| 23 de septiembre de 2020 | Mulhouse (NM1)                        | 87–55   | Pôle France (NM1) |                                       |  |
|                          | Parciales: 23-16, 30-12, 18-10, 16-17 |         |                   |                                       |  |
|                          |                                       | Rapport |                   | Pabellón: Palais des Sports, Mulhouse |  |

| 23 de septiembre de 2020 | Pont-de-Chéruy (NM1)                  | 64–57   | Aix-Maurienne (Pro B) |                                          |  |
|                          | Parciales: 18-14, 17-15, 18-18, 11-10 |         |                       |                                          |  |
|                          |                                       | Rapport |                       | Pabellón: Salle Stéphane, Pont-de-Chéruy |  |

| 23 de septiembre de 2020 | Vitré (NM1)                                            | 82–73   | Caen Basket Calvados (NM1) |                                        |  |
|                          | Parciales: 16-21, 15-16, 14-8, 17-17 (T.E.: 5-5, 15-8) |         |                            |                                        |  |
|                          |                                                        | Rapport |                            | Pabellón: Salle de la Poultière, Vitré |  |

## 32avos de final
Un equipo Pro A ingresó en la competición en esta etapa. Esta ronda se llevó a cabo entre el 12 y el 14 de octubre de 2020. El sorteo de esta ronda se anunció el 25 de septiembre de 2020 por la FFBB. Union Jeanne d'Arc Phalange Quimper y Nantes Basket Hermine se retiraron conjuntamente, por varios casos de coronavirus en las dos formaciones. El partido que debía jugarse entre ellos fue anulado. asimismo, el Aurore de Vitré y el Fos Provence Basket anunciaron su renuncia.
| 12 de octubre de 2020 | Rennes (NM1)                         | 54–68   | Le Portel (Jeep Élite) |                                        |  |
|                       | Parciales: 20-13, 16-18, 6-16, 12-21 |         |                        |                                        |  |
|                       |                                      | Rapport |                        | Pabellón: Salle Colette-Besson, Rennes |  |

| 13 de octubre de 2020 | Châlons-Reims (Jeep Élite)            | 78–67   | Saint-Quentin (Pro B) |                                                             |  |
|                       | Parciales: 22-21, 19-18, 16-12, 21-16 |         |                       |                                                             |  |
|                       |                                       | Rapport |                       | Pabellón: Palais des sports Coubertin, Châlons-en-Champagne |  |

| 13 de octubre de 2020 | Fos-sur-Mer (Pro B) | 0–20 | Roanne (Jeep Élite) |  |  |
|                       |                     |      |                     |  |  |
|                       |                     |      |                     |  |  |

| 13 de octubre de 2020 | Saint-Vallier (NM1)                   | 77–89   | Boulazac (Jeep Élite) |                                                  |  |
|                       | Parciales: 26-16, 24-25, 17-22, 10-26 |         |                       |                                                  |  |
|                       |                                       | Rapport |                       | Pabellón: Complexe des Deux Rives, Saint-Vallier |  |

| 13 de octubre de 2020 | Lille (Pro B)                         | 69–81   | Denain (Pro B) |                                                  |  |
|                       | Parciales: 14-23, 18-20, 22-18, 15-20 |         |                |                                                  |  |
|                       |                                       | Rapport |                | Pabellón: Palais des sports Saint-Sauveur, Lille |  |

| 13 de octubre de 2020 | Poitiers (Pro B)                      | 63–86   | Blois (Pro B) |                                      |  |
|                       | Parciales: 18-16, 11-29, 18-17, 16-24 |         |               |                                      |  |
|                       |                                       | Rapport |               | Pabellón: Salle Saint-Éloi, Poitiers |  |

| 13 de octubre de 2020 | Les Sables d'Olonne (NM1)           | 68–77   | Tours (NM1) |                                                 |  |
|                       | Parciales: 12-11, 25-29, 8-29, 23-8 |         |             |                                                 |  |
|                       |                                     | Rapport |             | Pabellón: Salle Beauséjour, Les Sables d'Olonne |  |

| 13 de octubre de 2020 | Quimper (Pro B) | 0–0 | Nantes (Pro B) |  |  |
|                       |                 |     |                |  |  |
|                       |                 |     |                |  |  |

| 13 de octubre de 2020 | Le Havre (NM1)                        | 80–77   | Rouen (Pro B) |                                         |  |
|                       | Parciales: 16-23, 19-17, 16-11, 29-26 |         |               |                                         |  |
|                       |                                       | Rapport |               | Pabellón: Salle Lucien-Nolent, Le Havre |  |

| 13 de octubre de 2020 | Vitré (NM1) | 0–20 | Le Mans (Jeep Élite) |  |  |
|                       |             |      |                      |  |  |
|                       |             |      |                      |  |  |

| 14 de octubre de 2020 | Angers (NM1)                          | 68–90   | Orléans (Jeep Élite) |                                    |  |
|                       | Parciales: 26-32, 19-19, 12-28, 11-11 |         |                      |                                    |  |
|                       |                                       | Rapport |                      | Pabellón: Salle Jean-Bouin, Angers |  |

| 13 de octubre de 2020 | Pont-de-Chéruy (NM1)                  | 72–79   | Vichy-Clermont (Pro B) |                                          |  |
|                       | Parciales: 18-19, 17-17, 24-24, 13-19 |         |                        |                                          |  |
|                       |                                       | Rapport |                        | Pabellón: Salle Stéphane, Pont-de-Chéruy |  |

| 14 de octubre de 2020 | Souffelweyersheim (Pro B)                          | 79–81   | Gravelines-Dunkerque (Jeep Élite) |                                                     |  |
|                       | Parciales: 17-17, 20-15, 15-13, 18-25 (T.E.: 9-11) |         |                                   |                                                     |  |
|                       |                                                    | Rapport |                                   | Pabellón: Salle des Sept Arpents, Souffelweyersheim |  |

| 11 de noviembre de 2020 | Mulhouse (NM1) | 0–20 | Besançon (NM1) |  |  |
|                         |                |      |                |  |  |
|                         |                |      |                |  |  |

## 16avos de final
Esta ronda se disputó entre el 13 y el 21 de noviembre. El sorteo se celebró el 23 de octubre en la FFBB.
Debido a la doble incomparecencia de Quimper y Nantes en la ronda anterior, Le Havre está exento durante esta ronda.
| 13 de noviembre de 2020 | Le Mans (Jeep Élite)                 | 110–54  | Tours (NM1) |                            |  |
|                         | Parciales: 26-18, 35-7, 27-18, 22-11 |         |             |                            |  |
|                         |                                      | Rapport |             | Pabellón: Antarès, Le Mans |  |

| 17 de noviembre de 2020 | Châlons-Reims (Jeep Élite)            | 104–67  | Besançon (NM1) |                                    |  |
|                         | Parciales: 30-16, 17-12, 29-22, 28-17 |         |                |                                    |  |
|                         |                                       | Rapport |                | Pabellón: Complexe René-Tys, Reims |  |

| 17 de noviembre de 2020 | Roanne (Jeep Élite)                  | 93–70   | Vichy-Clermont (Pro B) |                                          |  |
|                         | Parciales: 23-17, 23-24, 22-23, 25-6 |         |                        |                                          |  |
|                         |                                      | Reporte |                        | Pabellón: Halle André-Vacheresse, Roanne |  |

| 20 de noviembre de 2020 | Le Portel (Jeep Élite)                | 90–92   | Blois (Pro B) |                                  |  |
|                         | Parciales: 23-22, 26-27, 17-22, 24-21 |         |               |                                  |  |
|                         |                                       | Reporte |               | Pabellón: Le Chaudron, Le Portel |  |

| 21 de noviembre de 2020 | Denain (Pro B)                                     | 100–107 | Gravelines-Dunkerque (Jeep Élite) |                                     |  |
|                         | Parciales: 17-17, 25-19, 23-37, 27-19 (T.E.: 8-15) |         |                                   |                                     |  |
|                         |                                                    | Reporte |                                   | Pabellón: Salle Jean Degros, Denain |  |

| 8 de diciembre de 2020 | Orléans (Jeep Élite)                  | 90–81   | Boulazac (Jeep Élite) |                                      |  |
|                        | Parciales: 23-23, 19-16, 25-20, 23-22 |         |                       |                                      |  |
|                        |                                       | Reporte |                       | Pabellón: Palais des Sports, Orléans |  |

## Octavos de final
Esta ronda tuvo lugar el 9 de febrero de 2021 y en ella entran los últimos 9 equipos de Jeep Élite, exentos hasta ahora. El sorteo tuvo lugar el 27 de noviembre de 2020.
| 22 de diciembre de 2020 | Boulogne-Levallois (Jeep Élite) | 76–59   | Blois (Pro B) |  |
|                         |                                 |         |               |  |
|                         |                                 | Reporte |               |  |

| 9 de febrero de 2021 | Gravelines-Dunkerque (Jeep Élite) | 104–100 | Châlons-Reims (Jeep Élite) |  |
|                      |                                   |         |                            |  |
|                      |                                   | Reporte |                            |  |

| 9 de febrero de 2021 | Roanne (Jeep Élite) | 74–96   | Le Mans (Jeep Élite) |  |
|                      |                     |         |                      |  |
|                      |                     | Reporte |                      |  |

| 9 de febrero de 2021 | Dijon (Jeep Élite) | 79–65   | Nanterre (Jeep Élite) |  |
|                      |                    |         |                       |  |
|                      |                    | Reporte |                       |  |

| 10 de febrero de 2021 | Lyon-Villeurbanne (Jeep Élite) | 86–77   | Bourg-en-Bresse (Jeep Élite) |  |
|                       |                                |         |                              |  |
|                       |                                | Reporte |                              |  |

| 9 de febrero de 2021 | Limoges (Jeep Élite) | 99–69   | Le Havre (NM1) |  |
|                      |                      |         |                |  |
|                      |                      | Reporte |                |  |

| 9 de febrero de 2021 | Orléans (Jeep Élite) | 83–76   | Monaco (Jeep Élite) |  |
|                      |                      |         |                     |  |
|                      |                      | Reporte |                     |  |

| 9 de febrero de 2021 | Cholet (Jeep Élite) | 78–82   | Strasbourg (Jeep Élite) |  |
|                      |                     |         |                         |  |
|                      |                     | Reporte |                         |  |

## Cuartos de final
Esta ronda tuvo lugar el 20 y 21 de marzo de 2021 
| 20 de marzo de 2021 | Lyon-Villeurbanne (Jeep Élite)                                               | 74–73                    | Boulogne-Levallois (Jeep Élite)                                     |  |  |
|                     |                                                                              |                          |                                                                     |  |  |
|                     | Estadísticas Norris Cole 18 Moustapha Fall 7 Norris Cole 6 Moustapha Fall 19 | Reporte Pts Reb Asts Val | Estadísticas Archie Goodwin 13 Neal Sako 6 Neal Sako 3 Neal Sako 17 |  |  |

| 20 de marzo de 2021 | Le Mans (Jeep Élite)                                                    | 78–84                    | Orléans (Jeep Élite)                                                     |  |  |
|                     |                                                                         |                          |                                                                          |  |  |
|                     | Estadísticas Ovie Soko 18 Terence Tarpley 8 Antoine Eito 4 Ovie Soko 20 | Reporte Pts Reb Asts Val | Estadísticas Paris Lee 17 Nwachukwu Moneke 9 Paris Lee 7 Luke Fischer 21 |  |  |

| 20 de marzo de 2021 | Dijon (Jeep Élite)                                                                  | 83–63                    | Strasbourg (Jeep Élite)                                                                    |  |  |
|                     |                                                                                     |                          |                                                                                            |  |  |
|                     | Estadísticas Chase Simon 17 Alexandre Chassang 5 David Holston 8 Jacques Alingue 21 | Reporte Pts Reb Asts Val | Estadísticas Yannis Morin 11 Yannis Morin 7 Jean Baptiste Maille 5 Jean Baptiste Maille 15 |  |  |

| 21 de marzo de 2021 | Limoges (Jeep Élite)                                                              | 72–65            | Gravelines-Dunkerque (Jeep Élite)                                             |  |  |
|                     |                                                                                   |                  |                                                                               |  |  |
|                     | Estadísticas Philip Scrubb 17 Hugo Invernizzi 8 Speedy Smith 5 Hugo Invernizzi 21 | Pts Reb Asts Val | Estadísticas Briante Weber 20 Romuald Morency 9 Briante Weber 6 Gavin Ware 24 |  |  |

## Semifinales
Esta ronda tuvo lugar el 6 y el 15 de abril de 2021 
| 6 de abril de 2021 | Dijon (Jeep Élite)                                                         | 107–74                   | Orléans (Jeep Élite)                                                                        |  |  |
|                    |                                                                            |                          |                                                                                             |  |  |
|                    | Estadísticas Axel Julien 32 Jaron Johnson 6 David Holston 5 Axel Julien 32 | Reporte Pts Reb Asts Val | Estadísticas Nwachukwu Moneke 20 Nwachukwu Moneke 10 Nwachukwu Moneke 4 Nwachukwu Moneke 28 |  |  |

| 15 de abril de 2021 | Lyon-Villeurbanne (Jeep Élite)        | 84–82 | Limoges (Jeep Élite) |  |  |
|                     | Parciales: 22-22, 22-27, 22-10, 18-23 |       |                      |  |  |
|                     |                                       |       |                      |  |  |

## Final
| 24 de abril de 2021 | Lyon-Villeurbanne (Jeep Élite)                                                      | 77–61            | Dijon (Jeep Élite)                                                       |                                                                                 |  |
|                     | Parciales: 16-14, 25-17, 18-18, 18-12                                               |                  |                                                                          |                                                                                 |  |
|                     | Estadísticas Thomas Heurtel 18 Moustapha Fall 11 Thomas Heurtel 6 Thomas Heurtel 20 | Pts Reb Asts Val | Estadísticas Axel Julien 16 Hans Vanwijn 6 Hans Vanwijn 5 Axel Julien 17 | Pabellón: AccorHotels Arena, París Árbitros: M. Boubert, T. Kerisit, N. Maestre |  |